# Aratiba
Aratiba – miasto i gmina w Brazylii, w stanie Rio Grande do Sul. Znajduje się w mezoregionie Noroeste Rio-Grandense i mikroregionie Erechim.

## Miasta partnerskie
- Cesiomaggiore, Włochy